# Nuit d'aventures
Pour les articles homonymes, voir Central Park (homonymie).
Pour plus de détails, voir Fiche technique et Distribution.
Nuit d'aventures (Central Park) est un film américain réalisé par John G. Adolfi et sorti en 1932.
Une copie est conservée à la Bibliothèque du Congrès, et le film a été sorti au format DVD.

## Synopsis
Dot et Rick, tous deux au chômage, font connaissance à Central Park. Après avoir partagé des hot-dogs volés, ils se séparent pour chercher du travail, se promettant de se retrouver pour le prochain déjeuner.

## Fiche technique
- Réalisation : John G. Adolfi
- Scénario : Ward Morehouse, Earl Baldwin
- Production : First National Pictures
- Distributeur : Warner Bros.
- Photographie : Sidney Hickox
- Montage :	Herbert Levy
- Genre : Drame[2]
- Musique : Leo F. Forbstein, Ray Heindorf
- Durée : 57 minutes
- Date de sortie : 10 décembre 1932

## Distribution
- Joan Blondell : Dot
- Wallace Ford : Rick

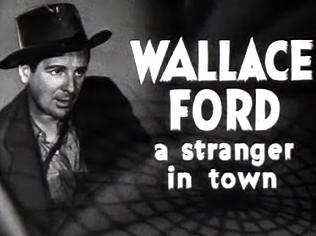
Wallace Ford.

- Guy Kibbee : Policier Charlie Cabot
- Henry B. Walthall : Eby
- John Wray : Robert Smiley
- Harold Huber : Nick Sarno
- Lee Shumway : Al
- Larry Steers : Serveur en chef
- Davison Clark : Policier Eddie